# Gouvernement Di Rupo I (Région wallonne)
Pour les articles homonymes, voir Gouvernement Di Rupo.
Région wallonne
Collignon II Van Cauwenberghe I
Le gouvernement Di Rupo I est un gouvernement wallon tripartite composé de socialiste, libéraux et d'écologistes.
Ce gouvernement fonctionne, à la suite des élections régionales de 1999, du  12 juillet 1999 au 4 avril 2000 en remplacement du gouvernement Collignon II.
Le 4 avril 2000, Elio Di Rupo donne sa démission, cédant sa place au gouvernement Van Cauwenberghe I.

## Composition
| Fonction                                                                                         | Titulaire | Titulaire                    | Parti |
| ------------------------------------------------------------------------------------------------ | --------- | ---------------------------- | ----- |
| Ministre-Président                                                                               |           | Elio Di Rupo                 | PS    |
| Vice-président Ministre des Transports, de la Mobilité et de l’Énergie                           |           | José Daras                   | Ecolo |
| Vice-président Ministre de l’Économie, des P.M.E., de la Recherche et des Technologies nouvelles |           | Serge Kubla                  | PRL   |
| Vice-président Ministre du Budget, de l’Équipement et des Travaux publics                        |           | Jean-Claude Van Cauwenberghe | PS    |
| Ministre des Affaires intérieures et de la Fonction publique                                     |           | Jean-Marie Severin           | PRL   |
| Ministre des Affaires sociales et de la Santé                                                    |           | Thierry Detienne             | Ecolo |
| Ministre de l’Emploi, de la Formation et du Logement                                             |           | Michel Daerden               | PS    |
| Ministre de l’Agriculture et de la Ruralité                                                      |           | José Happart                 | PS    |
| Ministre de l’Aménagement du Territoire, de l’Urbanisme et de l’Environnement                    |           | Michel Foret                 | PRL   |